# Edmund Kiss
Pour les articles homonymes, voir Kiss.
Edmund Kiss, né en 1886 et décédé en 1960, est un archéologue et écrivain allemand.

## Biographie
Né en 1886, Kiss étudie l'architecture. Le fait qu'il ait suivi des études d'archéologie n'est étayé par aucune preuve. Il participe à la Première Guerre mondiale, où il reçoit deux Croix de fer dont une de première classe. Il se met à écrire des nouvelles d'aventure dans la prestigieuse collection Der Gute Kamerad. Dans les années 1920 et au début des années 1930, il travaille comme responsable de la construction de bâtiments publics et publie également trois romans s'inspirant de mythes aryens.
En 1927, il entre en contact avec l'explorateur autrichien Arthur Posnansky pour essayer de trouver des preuves qui confirmeraient la théorie du monde glaciaire de Hans Hörbiger.
En 1936, il participe à la signature des protocoles de Pyrmonter qui devaient reconnaitre officiellement la théorie du monde de glace.
En 1939, Heinrich Himmler demande à Kiss d'aller fouiller à nouveau Tiwanaku avec une équipe de chercheurs de l'Ahnenerbe. Kiss avait publié deux ans auparavant un livre sur les ruines de Tiwanaku dans lequel il affirmait que Tiwanaku avait été construit par des thuléens du Nord, il y a plus de 17 000 ans. Ce voyage ayant finalement été annulé, Kiss rejoint la Waffen SS. 
En 1948, il est jugé par un tribunal de dénazification et étant considéré comme un "Mitläufer", il est condamné à une amende de 501 Reichsmarks.